# داني جاكسون (لاعب كرة قاعدة)
داني جاكسون (بالإنجليزية: Danny Jackson)‏ هو لاعب كرة قاعدة أمريكي، ولد في 5 يناير 1962 في سان أنطونيو في الولايات المتحدة.

## وصلات خارجية
- داني جاكسون على موقعبيزبول رفرنس.كوم (الدوري الرئيسي) (الإنجليزية)
- داني جاكسون على موقعبيزبول رفرنس.كوم (الدوري الثانوي) (الإنجليزية)
- داني جاكسون على موقع مشجعي الرسوم البيانية (الإنجليزية)